# Sheila O'Flanagan
Sheila O'Flanagan, född 1958 är en irländsk författare. Hon blev tilldelad priset Irish Tatler Literary Woman of the Year 2003 och våren 2010 nominerades hos tillsammans med Joseph O´Connor till Irish Book of the Decade. Hon har skrivit över 20 romaner och 3 samlingar med noveller. 